# 武田雛歩
武田 雛歩（たけだ ひなほ、1999年3月3日 - ）は、日本のたけやま3.5（2024年6月に解散）の元メンバーおよびリーダー（歌手）、声優、声優ユニット・Suupeasのメンバー。プロ雀士。
愛媛県松山市出身。TWIN PLANET、日本プロ麻雀連盟所属。

## 経歴
祖母に連れられ民謡を習う。民謡四国チャンピオン、民謡全国大会準優勝。
2017年に行われた「ネクストブレイクオーディションin四国」では約2000人の中から、グランプリを含む3冠受賞。Zipper専属モデルとなる。四国が生んだ9頭身美少女としてネットで話題になった。2017年8月に結成されたたけやま3.5ではリーダー、ボーカルを務める。
2018年、SHOWROOM AWARD グランプリ受賞。同年、TIFカラオケバトル2018優勝。
2021年3月15日の熱闘!Mリーグにて、日本プロ麻雀連盟第37期後期プロテストに正規合格したことを発表。同年8月に開催された「RTD Girls Tournament 2021」が麻雀放送対局デビューとなった。
2023年6月5日に、「ございます。」を配信リリース。同年6月25日には、EPを発売。2024年、歌手のakaと音楽ユニット“AkaTake”を結成。同年3月16日に木梨憲武プロデュース、所ジョージが楽曲を提供したシングル曲「恋人になる3日前のお話し」を配信リリース。

## 人物
血液型O型。身長163cm 体重41kg 9頭身 B88/W58/H87 22.5cm
趣味はアニメとYouTube鑑賞、麻雀。自分のラジオ番組で推しの話を熱く語る。
プロ雀士になるために挑戦を続け、地元松山市の雀荘へ週6日通った。

## 出演

### テレビ
グループでの出演はたけやま3.5を参照。
- ちょっとおかしな学園ムービー「フレフレ」（2018年）
- 美少女クエスト（2018年6月7日・14日、フジテレビ）
- ひなほのトップ目とったんで!（2019年9月22日、TBSチャンネル1）
- 熱闘!Mリーグ（2019年12月15日 - 、テレビ朝日・AbemaTV） 準レギュラー
- たけやま3.5 雛歩の紙散歩（2022年7月6日 - 、南海放送）

### ラジオ
- たけやま3.5 武田雛歩の嶺上開花(りんしゃんかいほう)！（2022年7月6日 - 2025年3月26日、南海放送ラジオ） - 「痛快!杉作J太郎のどっきりナイト7」内[12]

### アニメ
- 邪神ちゃんドロップキック 第9話（2018年9月3日） - OL 役

### CM
- アレスホーム（2018年）
- 「忙しい朝にアベモニ」番組宣伝CM（2022年12月、ABEMA）

## ディスコグラフィ

### シングル
- ふわふわLove you（2017年12月20日） 配信限定
- 青空の向こうまで（2018年11月11日） 配信限定
- ございます。（2023年6月5日） 配信限定
- 青い夏（2023年8月22日） 配信限定
- 岩手県ここだと思います（2024年3月1日）配信限定 - Go！Go！せたがやオールスターズ名義
- 恋人になる3日前のお話し（2024年3月16日） 配信限定 - AkaTake名義
- ヘッチャカ（2024年9月3日）配信限定 - Suupeas名義
- ℃りぃむ℃ore（2024年11月1日）配信限定 - Suupeas名義
- あともうちょっとだけねんねさせて！（2025年1月13日）配信限定 - Suupeas名義
- しーぴんすりーぴん（2025年2月17日）配信限定 - Suupeas名義

### アルバム
- 歩く（2023年6月26日） 配信限定

### 未発売
- 恋人になる3日前のお話し - AkaTakeとは別バージョン。
- ソフトクリーム〜イ・ボミへ〜 feat.所ジョージ, aka
- 東京で想い出を - ライブで披露されたAkaTake名義の曲
- そろそろ冬ですネェ - ライブで披露されたAkaTake名義のカバー曲
- 毎朝、僕の横にいて。 - ライブで披露されたAkaTake名義のカバー曲
- 夏の… - ライブで披露するはずだったAkaTake名義の曲。YouTubeのライブのリハ映像で公開されている。

### 参加作品
- 空を見上げた（2023年12月6日） - 木梨憲武＆ヒロミ＆所ジョージの楽曲。コーラスで参加
- いちにちごとに（2024年2月6日） - 木梨憲武＆ヒロミ＆所ジョージの楽曲。コーラスで参加